# Hậu quả của Sự kiện 11 tháng 9
Sự kiện 11 tháng 9 đã làm thay đổi nhiệm kỳ đầu tiên của Tổng thống George W. Bush và dẫn đến Cuộc chiến chống khủng bố. Đã xuất hiện nhiều ý kiến trái chiều xung quanh cuộc chiến này. Chính phủ Hoa Kỳ đã tăng cường các hoạt động về quân sự, chính trị và kinh tế lên các nhóm bị coi là khủng bố, cũng như các tổ chức liên quan. Tháng 10 năm 2001, NATO, do Mỹ điều khiển và lãnh đạo, thực hiện các hoạt động quân sự tại Afghanistan, với mục đích lật đổ Taliban và tiêu diệt al-Qaeda.
Các nhà phê bình chỉ ra rằng xung đột ở Afghanistan đã gây bất ổn cho nước Pakistan láng giềng. Năm 2021, Taliban trở lại và nắm quyền điều hành Afghanistan. Bên cạnh Afghanistan, chính phủ Hoa Kỳ cũng khẳng định rằng cuộc xâm lược Iraq của Hoa Kỳ có liên quan đến vụ tấn công.
Tại Hoa Kỳ, vụ tấn công khiến Tổng thống Bush đạt sự tín nhiệm của người dân lên gần 90%, gia tăng lòng đoàn kết của người dân nhưng cũng gây ra sự thù hận cho những người gốc Trung Đông. Sức khỏe của người dân và công nhân trong khu vực bị ảnh hưởng, với khoảng hơn 18.000 người mắc các bệnh liên quan; đồng thời cũng gây ra ảnh hưởng tâm lý cho trẻ em. Thị trường kinh tế và tài chính giảm sút nghiêm trọng, khiến hơn 130.000 nhân viên mất việc. Các tổ chức cứu trợ và phục hồi sau đó đã được lập ra, và giảm thiểu được những ảnh hưởng tới nạn nhân vụ tấn công và khó khăn cho nhân công thành phố.
Các khu vực và công trình mới được xây dựng thay thế cho WTC cũ. Năm 2014, Trung tâm Thuơng mại Thế giới mới được khánh thành, cùng với đài tưởng niệm được khánh thành trước đó. Các âm mưu tấn công sau đó cũng được ngăn chặn với các hoạt động an ninh xảy ra nhiều hơn. Vụ tấn công được nhiều quốc gia tưởng niệm trên toàn thế giới, và sự căm ghét dành cho người Hồi giáo tăng lên.
Ảnh bên phải: Một panorama về vụ tấn công ở New York, khoảng 9:50, trước khi Tháp Nam của WTC sụp đổ 9 phút sau đó; tại ngã tư Liberty và Church. Ảnh chụp các phần riêng bởi nhiếp ảnh gia của Sở Cảnh sát New York tên Taylor, sau được NIST sử dụng trong báo cáo của mình.

## Hậu quả tức thì

### Cứu hộ, dọn dẹp và phục hồi
Chi tiết tại Nỗ lực cứu hộ và phục hồi sau Sự kiện 11 tháng 9 tại Trung tâm Thương mại Thế giới, Thương vong của Sự kiện 11 tháng 9, Ground Zero và Danh sách tòa nhà bị ảnh hưởng trong Sự kiện 11 tháng 9

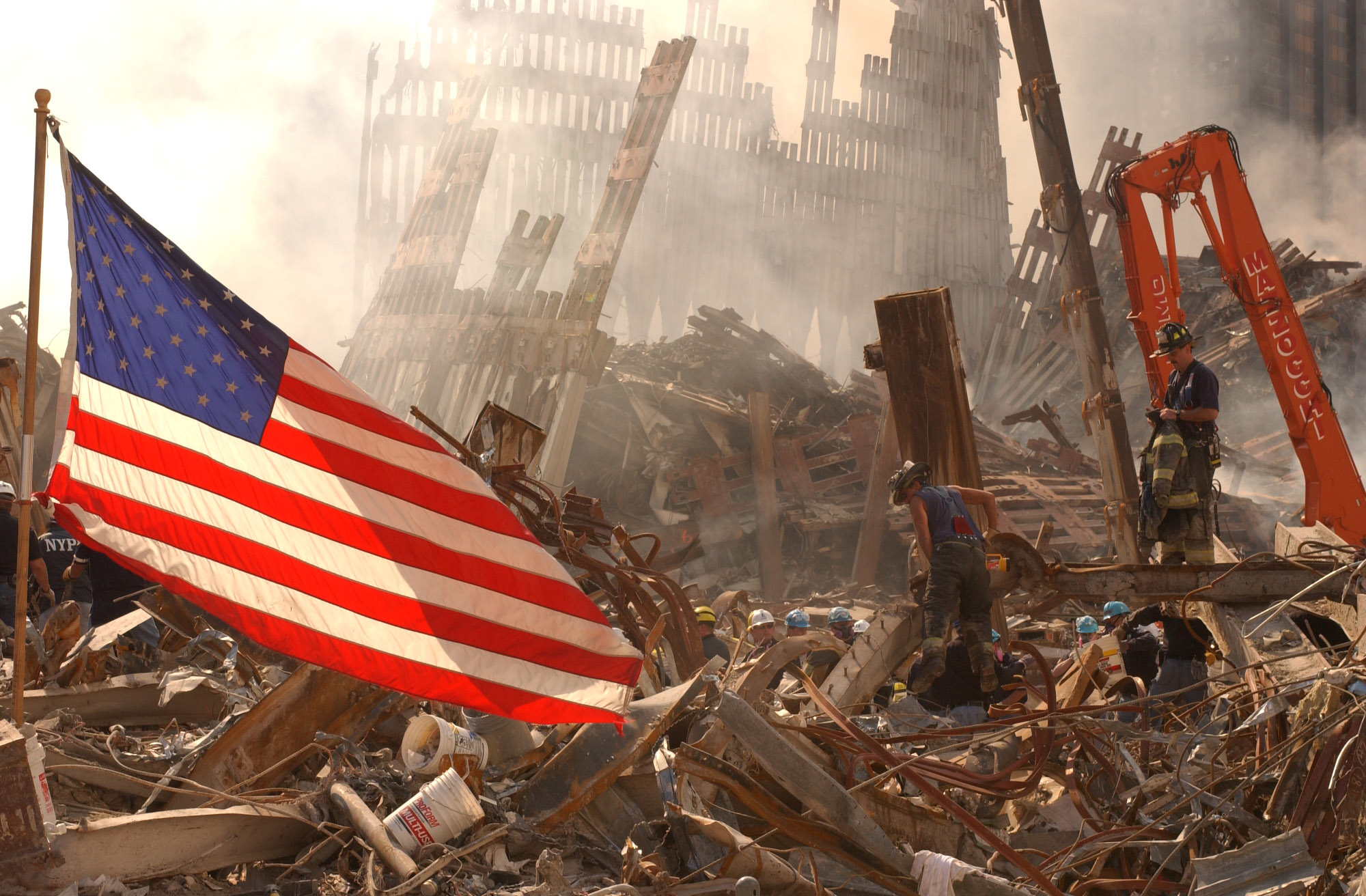
Công nhân xúc và cắt thép vụn để vận chuyển ra ngoài Ground Zero, ngày 14/9.

Sau vụ tấn công, toàn thể xã hội Mỹ đã gặp nhiều khó khăn. Việc phục hồi mất nhiều thời gian và nền kinh tế suy thoái nghiêm trọng. Nhiều nhân viên cứu hộ đầu tiên đã cùng nhau hợp tác để dọn dẹp và cứu hộ. Có hơn 1.500 người ứng cứu đầu tiên; bao gồm thợ sắt, kỹ sư, nhân viên vận hành thiết bị hạng nặng và các công nhân khác đã làm việc tại Ground Zero để cố gắng tìm kiếm những người sống sót và dọn dẹp đống đổ nát. Cần cẩu và máy ủi đã được đưa đến cùng với chó nghiệp vụ để xác định vị trí của những người sống sót và thi thể của những nạn nhân; tuy nhiên, các hoạt động đã bị cản trở bởi lớp bồ hóng rất dày và khói từ các đám cháy tại địa điểm này, che khuất mọi thứ.
Tính đến ngày 13/9, chỉ có 20 người được cứu khỏi đống đổ nát là sống sót, mặc dù có một số hài cốt và đồ đạc được đưa ra khỏi khu vực. Một ngày sau vụ tấn công, thị trưởng New York Rudy Giuliani nói với các phóng viên rằng họ đã nhận được các cuộc gọi từ những người sống sót. Việc dọn dẹp đống đổ nát vẫn tiếp tục cho đến tận năm 2002, với khoảng 108.000 lượt xe tải chở khoảng 1,8 triệu tấn mảnh vụn tính đến tháng 5 năm 2002.

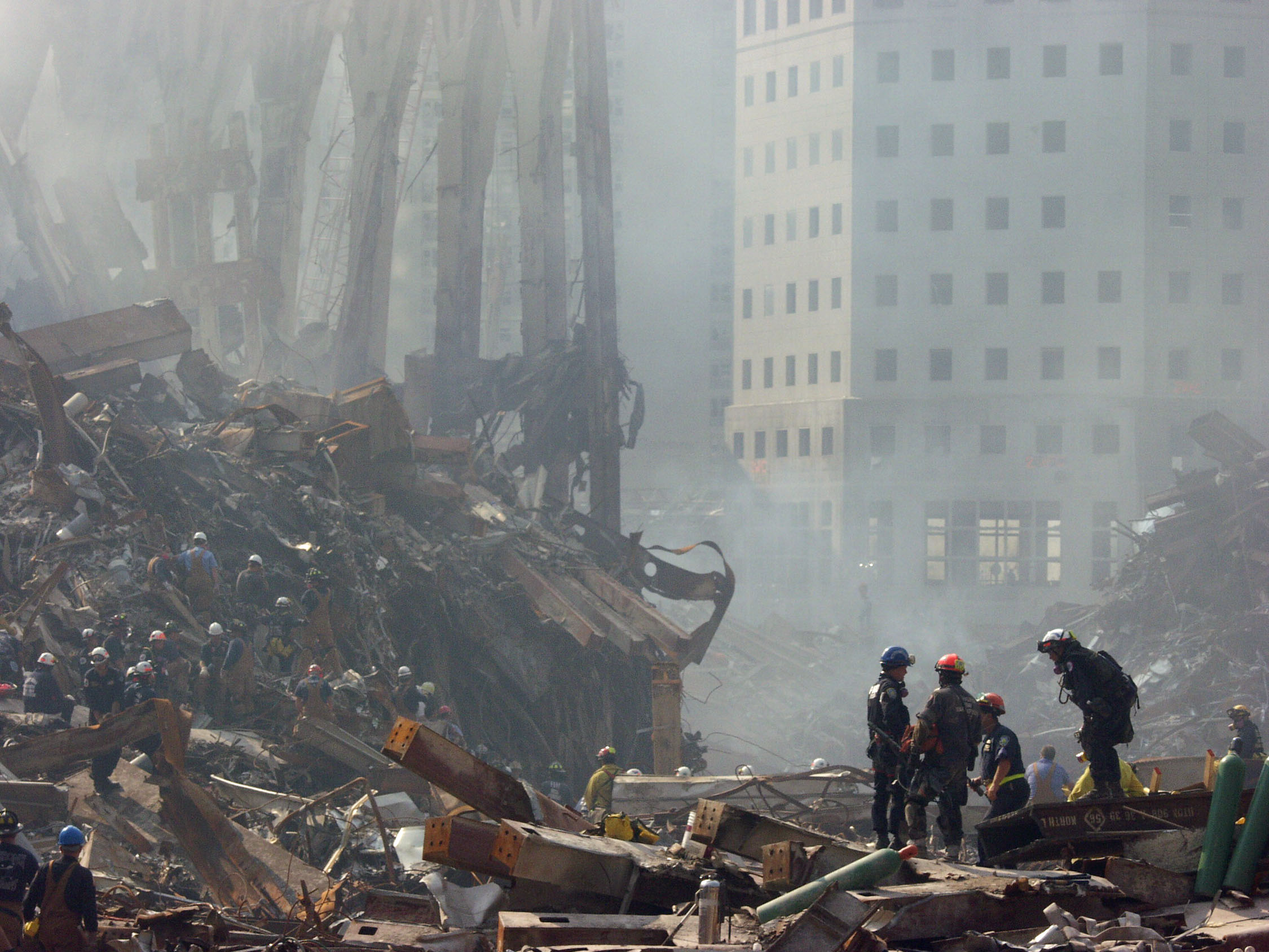
Nhân công tìm kiếm thi thể, ngày 22/9.

#### Nguy hiểm khu vực
Khu vực Ground Zero tiềm ẩn nhiều nguy hiểm về hỏa hoạn, mảnh vỡ và không khí độc hại, ngoài ra còn có nguy cơ phát nổ. Bãi đậu xe bên dưới tầng hầm quảng trường Trung tâm Thương mại Thế giới vào thời điểm xảy ra vụ tấn công chứa gần 2.000 ô tô; mỗi xe ước tính chứa khoảng 5 gallon xăng, có thể bắt lửa và phát nổ; ngoài ra các thùng nhiên liệu cho máy phát điện khổng lồ cùng 1,2 triệu viên đạn được cất giữ tại WTC 6 để Cơ quan Hải quan Hoa Kỳ sử dụng sau này.

### Dư luận

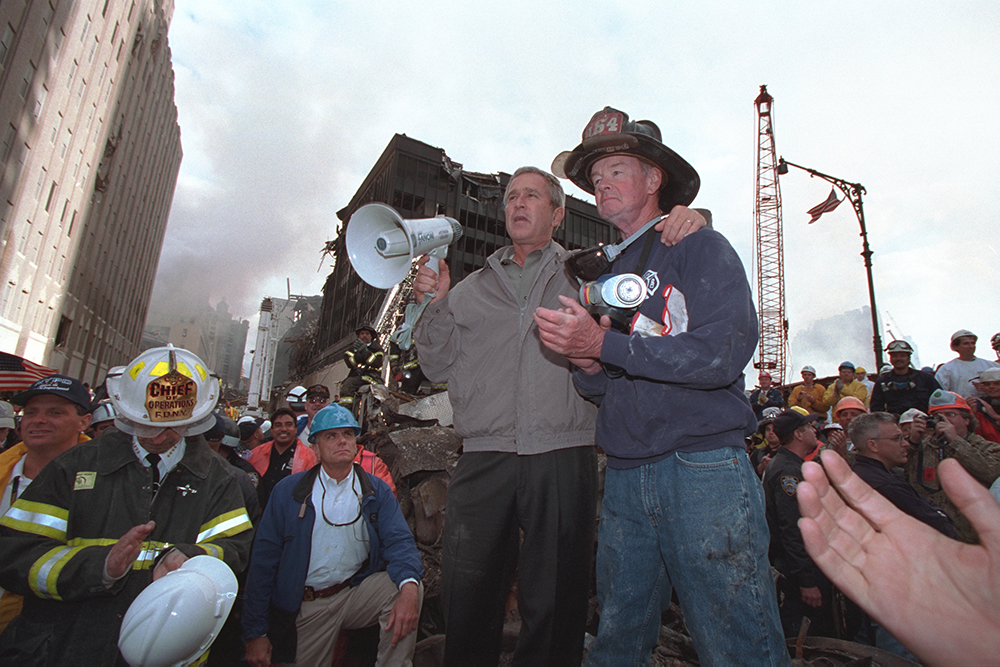
Tổng thống Bush phát biểu ứng khẩu trên đống đổ nát, ngày 14/9.

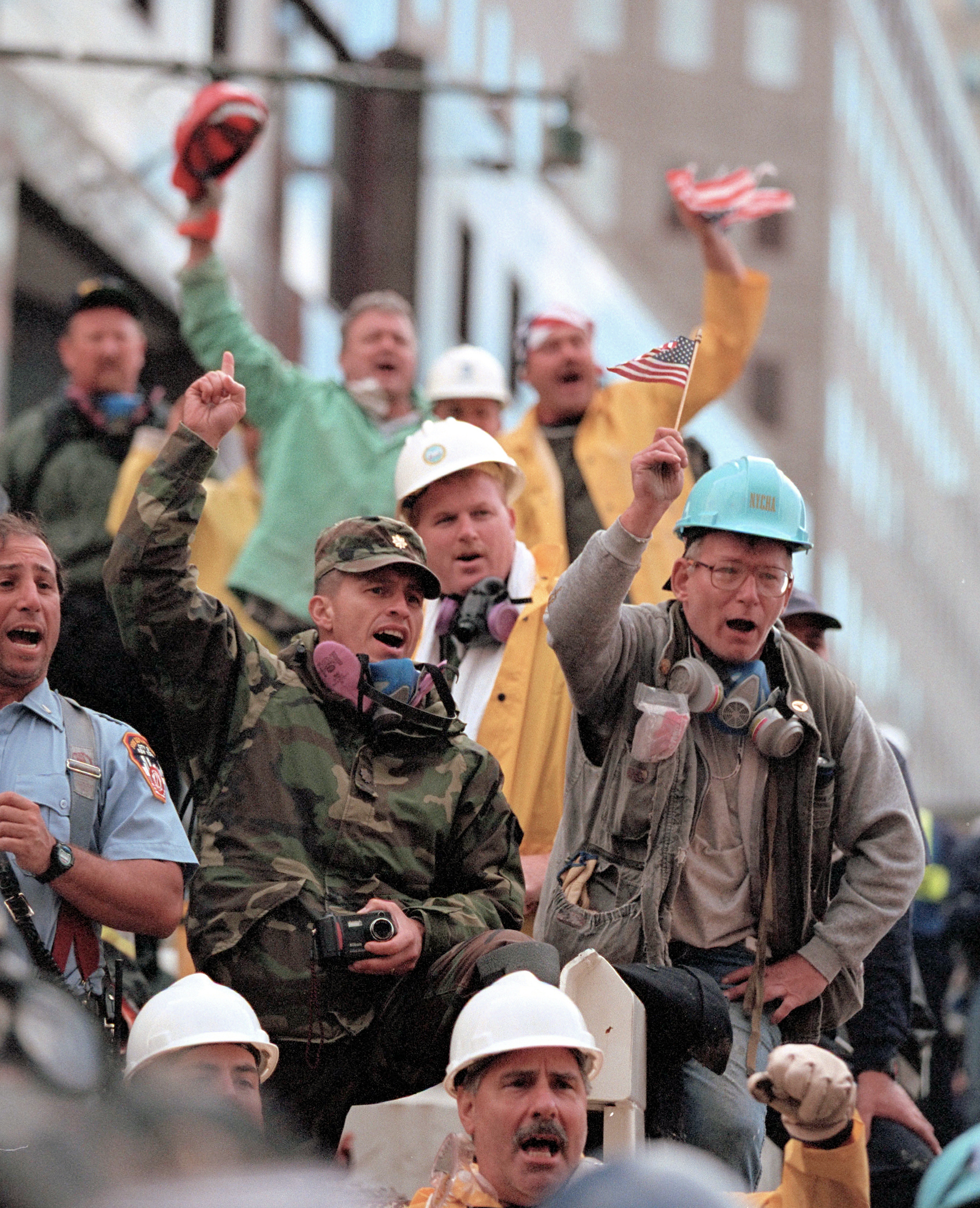
Công nhân cổ vũ và hò reo khi Tổng thống Bush thăm khu vực.

Sau vụ tấn công, tỷ lệ ủng hộ cho tổng thống Bush đã tăng vọt lên 86%. Ngày 20 tháng 9 năm 2001, tổng thống đã phát biểu trước toàn quốc và mở phiên họp chung của Quốc hội về các sự kiện trong ngày hôm đó. Trong bài phát biểu, ông so sánh bài nói giống như bài phát biểu Thông điệp Liên bang của Tổng thống.
Vụ tấn công cũng gây ra những ảnh hưởng cảm xúc mạnh mẽ lên người dân Hoa Kỳ. Người dân bắt đầu tập hợp xung quanh câu nói nổi tiếng United We Stand, với hy vọng có thể kiên cường và giữ vững tinh thần nước Mỹ trước một cuộc tấn công khác có thể xảy ra. Phần lớn người dân Hoa Kỳ đã ủng hộ Tổng thống và chính phủ liên bang, thể hiện sự ủng hộ rộng rãi đối với quá trình phục hồi và phản ứng mạnh mẽ trước các cuộc tấn công. Vai trò nổi bật của Rudy Giuliani, Thị trưởng New York, đã mang lại cho ông sự tin tưởng cao trên toàn quốc và tại New York. Ông được tạp chí Time vinh danh là Nhân vật của năm 2001, và đôi khi còn nổi tiếng hơn cả Tổng thống Bush.

#### Phản ứng thái quá
Trong những tuần sau vụ tấn công, các vụ quấy rối và tội ác thù hận chống lại người Nam Á, người Trung Đông và bất kỳ ai bị cho là có vẻ ngoài đặc trưng tăng lên - đặc biệt là người Sikh, vì nam giới theo đạo Sikh thường đội khăn xếp , một thứ mà nhiều người Mỹ thường nhầm lẫn là dành cho người Hồi giáo. Balbir Singh Sodhi, một người đàn ông theo đạo Sikh, là một trong những nạn nhân đầu tiên của các tội ác; ông bị bắn chết vào ngày 15 tháng 9 tại trạm xăng do ông sở hữu ở Mesa, Arizona. Mark Anthony Stroman, một người theo chủ nghĩa người da trắng thượng đẳng, đã giết chết hai người đàn ông và làm bị thương người thứ ba trong một vụ xả súng cùng ngày tại Dallas, Texas. Các nạn nhân của hắn, bao gồm cả Rais Bhuiyan, người Mỹ gốc Bangladesh, đều bị nhắm mục tiêu vì họ trông giống người Hồi giáo. Động cơ giết người của hắn là trả thù cho vụ tấn công. Tại Thành phố New York, trường hợp tử vong duy nhất có thể liên quan đến bạo lực thù hận  được chính thức ghi nhận với tội giết người là Henryk Siwiak, một người nhập cư Ba Lan bị bắn chết ở Bedford-Stuyvesant, Brooklyn vào đêm sau vụ tấn công. Gia đình anh đưa ra giả thuyết rằng anh có thể là nạn nhân của một tội ác thù hận, vì anh mặc quần áo rằn ri, tóc đen và nói tiếng Anh không rõ. Vụ án hiện vẫn chưa được giải quyết; tuy cảnh sát cởi mở với giả thuyết của gia đình nhưng chưa phân loại vụ giết người này là tội ác thù hận.
Ở nhiều thành phố, có báo cáo về hành vi phá hoại các nhà thờ Hồi giáo và các tổ chức Hồi giáo khác, bao gồm một số trường hợp phóng hỏa. Trong năm sau vụ tấn công, tội ác thù hận chống lại người Hồi giáo đã tăng vọt 1600% và điều này càng trầm trọng hơn do định kiến khác nhau. FBI và các cơ quan chính phủ khác đã bắt giữ và trục xuất người Ả Rập và người Mỹ gốc Ả Rập với số lượng cao hơn sau các vụ tấn công so với trước đó với bằng chứng bị thiếu để kết luận.
Khi các đài tưởng niệm được dựng lên khắp New York, yêu cầu của Talat Hamdani để tưởng nhớ con trai bà, Salman Hamdani, đã bị từ chối. Salman Hamdani là một nhân viên cứu thương khẩn cấp (EMT) ngoài giờ và là học viên của NYPD, người đã tử nạn khi anh đến WTC để cứu những người khác. Salman Hamdani là người Mỹ gốc Pakistan và mẹ anh, Talat Hamdani, đã bị công kích công khai về phẩm giá của anh vì họ tin rằng vì đức tin Hồi giáo của họ, anh hẳn đã tham gia vào các vụ tấn công khi anh mất tích. Talat đã bị thẩm vấn và hỏi về lý do Salman gia nhập NYPD, thói quen của anh và anh đã liên lạc với ai. Các hãng tin tức như New York Post đã đăng một bài viết, "Missing or Hiding? — Mystery of NYPD Cadet from Pakistan", và nhiều áp phích truy nã có hình ảnh từ thời học viên của anh với dòng chữ "Hold and detain. Notify: major squad case". Thi thể của anh được tìm thấy một tháng và được Quốc hội tuyên bố là anh hùng, 45 ngày sau vụ tấn công. Nhưng không có gì phủ nhận sự phân biệt đối xử, đặc biệt việc đưa tên anh vào danh sách những người không phải là người ứng cứu đầu tiên.